# 50 let Pobedi
50 leti Pobedi - 50 let Zmage (rusko 50 лет Победы) je ruski jedrski ledolomilec razreda Arktika. Velja za največji jedrski ledolomilec na svetu. Gradnja se je začela 4. oktobra 1989 v Baltiški ladjedelnici v Sankt Peterburgu, vendar se je leta 1994 prekinila zaradi pomanjkanja sredstev in se ponovna začela leta 2003. V uporabo je vstopila leta 2007. Ladja je sprva imela oznako Ural.
Ledolomilec ima t. i. jedrski turboelektrični pogon - dva jedrska reaktorja OK-900A generirata paro za dve parni turbini. Turbine poganjajo električne generatorje, ki proizvajajo elektriko za tri električne motorje, ki poganjajo tri propelerje.